# Victoria Wood
Pour les articles homonymes, voir Wood.
Victoria Wood, née le 19 mai 1953 à Prestwich (Lancashire) et morte le 20 avril 2016 à Londres, est une humoriste, actrice, chanteuse, auteur-compositeur, scénariste et réalisatrice britannique. Wood a écrit et joué dans des dizaines de sketches, de pièces de théâtre, de comédies musicales, de films et de sitcoms au cours de plusieurs décennies, et son spectacle comique en direct était entrecoupé de ses propres compositions qu'elle interprétait au piano. Une grande partie de son humour était ancrée dans la vie quotidienne et comprenait des références à des activités, des attitudes et des produits considérés comme représentatifs de la Grande-Bretagne. Elle était connue pour ses talents de comique d'observation et de satire des aspects de la classe sociale.

## Filmographie partielle

### Au cinéma
- 1996 : Du vent dans les saules (The Wind in the Willows) de Terry Jones

### À la télévision

#### Téléfilms
- 2007 : L'École de tous les talents
- 2011 : Comic Relief: Uptown Downstairs Abbey
- 2011 : Le Mini Noël des Borrowers
- 2013 : Jackson Brodie, détective privé: Saison 2 épisode 1: Parti tôt, pris mon chien
- 2015 : Fungus the bogeyman

#### Comédies de situation
- Victoria Wood (1989)
- Dinnerladies (1998)

#### Dramatiques télévisées
- Talent (1979)
- Nearly a Happy Ending (1980)
- Happy Since I Met You (1981)
- Pat and Margaret (1994)
- Housewife, 49 (2006)
- Eric and Ernie (2011)
- Loving Miss Hatto (2012)
- That Day We Sang (2014)

## Sur scène

### Shows à sketches
- The Summer Show (1975)
- Wood and Walters (1981)
- Victoria Wood as Seen on TV (1985)
- Julie Walters and Friends (1991)
- Victoria Wood's All Day Breakfast (1992)
- Victoria Wood with All the Trimmings (2000)
- Victoria Wood's Mid Life Christmas (2009)

### Théâtre
- In at the Death (1978)
- Talent (1978)
- Good Fun (1980)
- Acorn Antiques: The Musical! (2005)
- That Day We Sang (2011)

### Stand-up
- An Audience with...|An Audience With Victoria Wood (1987)
- Victoria Wood – Sold Out (1991)
- Victoria Wood – Live In Your Own Home (1994)

## Récompenses et distinctions
- 2007 : British Academy Television Award de la meilleure actrice pour son rôle dans Housewife, 49 (en)

### Nominations
- 2007 : International Emmy Award de la meilleure actrice pour son rôle dans Housewife, 49

Wood a reçu six British Comedy Awards : Meilleur artiste de stand-up en direct (1990) ; Meilleure artiste féminine de comédie (1995) ; WGGB Writer of the year (2000) ; Meilleur stand-up en direct (2001) ; Outstanding achievement award (conjointement décerné à Julie Walters) (2005) ; Meilleure femme comique à la télévision (2011). Victoria Wood a été nommée en 1991 pour l'Olivier Award du meilleur spectacle pour Victoria Wood Up West.